# Philipp August Becker
Pour les articles homonymes, voir Becker.
Philipp August Becker, né le 1er juin 1862 à Mulhouse, en Alsace, et mort le 21 novembre 1947 à Leipzig, en Allemagne, est un romaniste allemand.

## Biographie
Philipp August Becker est le fils du maître dinandier Johann August Becker et de sa femme Amalie. Becker étudie d'abord la théologie protestante à Neuchâtel en Suisse, puis se consacre à l'étude de la philologie germanique et romane auprès de Gustav Gröber (en) à Strasbourg et de Gaston Paris et Ferdinand de Saussure à Paris. À la suite de sa promotion auprès de Gröber en 1888 grâce à l'étude Zur Geschichte der Vers libres in der neufranzösischen Poesie (« Histoire des vers libres dans la poésie française contemporaine »), Becker obtient la même année le titre de lecteur de français à l'université de Fribourg-en-Brisgau, où il est habilité de philologie romane durant le semestre d'hiver de 1890–91.
En 1893, il devient professeur de littérature française à l'université Loránd Eötvös de Budapest, en Hongrie, avant d'enseigner la philologie romane à l'université de Vienne à partir de 1905 (en tant que collègue de Wilhelm Meyer-Lübke). Becker travaille ensuite en tant que professeur de philologie romane à l'université de Leipzig, puis en tant que professeur honoraire à l'université de Fribourg-en-Brisgau. Enfin, il est professeur émérite de l'université de Leipzig entre 1945 et 1947.

### Vie privée
Philipp August Becker se marie le 8 septembre 1898 avec Charlotte, fille du pasteur Jean Iltis et petite-fille de l'historien des religions Johann Karl Ludwig Gieseler (en). Le couple a deux filles et deux fils. Becker meurt le 21 novembre 1947 à Leipzig à l'âge de 85 ans.

## Ouvrages
Philipp August Becker est l'un des plus grands connaisseurs allemands de la littérature française du Moyen Âge et de la Renaissance. Sa thèse d'habilitation Über den Ursprung der romanischen Versmaße aus den mittellateinischen (« Les Origines de la versification romaine du moyen-latin »), publiée en 1890, était tout aussi novatrice que ses études sur les anciennes épopées françaises.
Dans ses travaux suivants, Becker se révèle comme un interprète subtil de la poésie française de la Renaissance, notamment dans Clement Marot, sein Leben und seine Dichtung (« Clément Marot, sa vie et sa poésie ») (1926), Bonaventure des Periers als Dichter und Erzähler (« Bonaventure des Périers, poète et conteur ») (1924), ou Mellin de Saint-Gelais : Eine kritische Studie (« Mellin de Saint-Gelais : une étude critique ») (1924), tout comme dans les épopées courtoises, Der gepaarte Achtsilbler in der französischen Dichtung (« L'octosyllabe associé dans la poésie française ») (1934). Becker a surtout entrepris des recherches sur la métrique.

### Autres ouvrages
- Jean Lemaire, der erste humanistische Dichter Frankreichs, Strasbourg, 1893
- Der südfranzösische Sagenkreis und seine Probleme, Halle a.S., 1898
- Geschichte der spanischen Literatur, Strasbourg, 1904
- Grundriss der altfranzösischen Literatur, Heidelberg, 1907
- Das Rolandslied, Stuttgart, 1938
- Dalfin d’Alvernhe, der Troubadour, Leipzig, 1941
- Zur romanischen Literaturgeschichte. Ausgewählte Studien und Aufsätze, Munich, 1967